# كلوديا سيبيدا
كلوديا سيبيدا هي ممثلة برازيلية، ولدت في 1967.

## وصلات خارجية
- كلوديا سيبيدا على موقع IMDb (الإنجليزية)
- كلوديا سيبيدا على موقع قاعدة بيانات الفيلم (الإنجليزية)
- كلوديا سيبيدا على موقع كينوبويسك (الروسية)